# Cacício I Arzerúnio
Cacício I Arzerúnio (em armênio/arménio: Գագիկ Ա Արծրունի; romaniz.: Gagik A Artsruni; 772) foi um nacarar armênio do século VIII que possivelmente atuou como chefe da família Arzerúnio. Era pai dos também nobres Amazaspes I, Isaque I e Meruzanes II, o primeiro deles tendo atuado como chefe da família e príncipe de Vaspuracânia, no sul da Armênia.

## Nome
Cacício (Cacicius; Κακίκιος, Kakíkios) é a forma latina e grega do armênio Gaguique (Գագիկ, Gagik), cuja origem é desconhecida. Foi registrado em árabe como Jajique (em árabe: جاجيك; romaniz.: Jajiq).

## Vida e descendência
Cacício I aparece pela primeira vez em 763, quando massacrou uma tropa de saqueadores muçulmanos comandadas pelo osticano Solimão que havia matado seus irmãos Isaque e Amazaspes. Refugiado na fortaleza de Nicã, devastou os arredores, mas acabou capturado junto de seus filhos Amazaspes I e Isaque I em 770. Apesar das ofertas de resgate, Cacício morreu na prisão em 772, enquanto seus filhos foram posteriormente libertos. Devido as poucas informações sobreviventes acerca de sua vida, os historiadores não chegaram a um consenso para a numeração de seus descendentes.
Cacício teve ao todo três filhos chamados Amazaspes, Isaque e Meruzanes II. Os primeiros dois seriam executados pelos árabes em 785 ao negarem-se a apostasiar, enquanto Meruzanes II viveria por mais alguns anos e exerceria a função de príncipe de Vaspuracânia. Sabe-se que teve um neto também chamado Cacício  que continuaria sua linhagem. O historiador Christian Settipani considerou Cacício I como chefe da família Arzerúnio, dai que nomeou seu neto como Cacício II, ao contrário de Cyril Toumanoff que considera-o como um simples nobre e enumera seu descendente como Cacício I.